# Neoseiulella runiacus
Neoseiulella runiacus är en spindeldjursart som först beskrevs av Kolodochka 1980.  Neoseiulella runiacus ingår i släktet Neoseiulella och familjen Phytoseiidae. Inga underarter finns listade i Catalogue of Life.